# 阿尔克提努斯
阿尔克提努斯（英語：Arctinus of Miletus），约活动于公元前8世纪前后。古希腊米利都的史诗诗人之一。《埃塞俄比亚人》（《伊利亚特》的续篇）和《洗劫伊利乌姆》（均为英雄组诗）及《提坦神之战》的作者。现已失传。

## 扩展阅读
- Eusebius, Chronicle Olympiad 1.2, 5.1.
- Clement of Alexandria, Stromata 1.131.6.
- Suda s.lem. Arctinus (Alpha, 3960:  Ἀρκτῖνος).